# U-248
U-248 — средняя немецкая подводная лодка типа VIIC времён Второй мировой войны.

## История
Заказ на постройку субмарины был отдан 5 июня 1941 года. Лодка была заложена 19 декабря 1942 года на верфи «Германиаверфт» в Киле под строительным номером 682, спущена на воду 7 октября 1943 года. Лодка вошла в строй 6 ноября 1943 года под командованием оберлейтенанта Бернгарда Эмде.

### Командиры
- 6 ноября 1943 года — 31 октября 1944 года оберлейтенант цур зее Бернгард Эмде
- 1 ноября 1944 года — 16 января 1945 года оберлейтенант цур зее Иоганн-Фридрих Лоос.

### Флотилии
- 6 ноября 1943 года — 31 июля 1944 года — 5-я флотилия (учебная)
- 1 августа 1944 года — 31 октября 1944 года — 9-я флотилия
- 1 ноября 1944 года — 16 января 1945 года — 11-я флотилия

### История службы
Лодка совершила 2 боевых похода. Успехов не достигла. Потоплена 16 января 1945 года в Северной атлантике в районе с координатами 47°43′ с. ш. 26°37′ з. д. глубинными бомбами с американских эскортных кораблей USS Hayter, USS Otter, USS Varian и USS Hubbard. 47 погибших (весь экипаж).
Эта лодка была оснащена шноркелем.